# Acridoschema aberrans
Acridoschema aberrans là một loài bọ cánh cứng trong họ Cerambycidae.